# الأستاذ مزيكا (مسرحية)
الأستاذ مزيكا هي مسرحية كوميدية مصرية من إخراج عبد الغني زكي وبطولة سمير غانم، نوال أبو الفتوح، سمير حسني، إبراهيم سعفان، مي عبد النبي ورأفت فهيم.

## قصة المسرحية
تستعين الممثلة المعروفة زمردة بماسح الأحذية عبد السميع اللميع الذي يأمل في الحصول على فرصة لدخول عالم الفن، وتكلفه بانتحال شخصية حبيبها الموسيقار يحيى حمدي لإفساد مشروع زواجه من أخرى.

## طاقم العمل
- سمير غانم بدور عبد السميع اللميع [1]
- نوال أبو الفتوح بدور زمردة
- سمير حسني بدور الملحن يحيى حمدي
- إبراهيم سعفان بدور مندور بك
- مي عبد النبي بدور نادية مندور
- رأفت فهيم بدور منصور الدرملي